# Cimba
La cimba era una pequeña embarcación hecha primitivamente de un tronco de árbol y cuyos extremos se levantaban formando una curva.
Su nombre griego explica su forma primitiva y su antigüedad. Posteriormente se construyó de tablas, pero conservando su forma curvada. Los romanos usaban la cimba especialmente para la pesca fluvial y también como lancha o chalupa agregada a las embarcaciones de gran porte.
En poesía se dio el nombre de cimba a la barca de Caronte.